# 克里斯滕森冰川
克里斯滕森冰川（英語：Christensen Glacier），是位於南喬治亞島南岸的冰川，全長7公里，最終注入紐瓦克灣，由英國南極名稱諮詢委員會命名。現時，此地由英國海外領土南喬治亞島與南桑威奇群島實際控制，阿根廷對此地有主權聲稱。